# Jubilejnij Sportpalota
A Jubilejnij Sportpalota (oroszul: Спортивный комплекс Юбилейный), Szportyivnij Kompleksz Jubilejnij egy fedett aréna és koncertkomplexum Szentpétervárott. Az aréna befogadóképessége jégkorong mérkőzéseken 7012 fő, míg kosárlabda mérkőzéseken 7700 (mind ülőhely). Építését 1967-ben fejezték be. Az épület a Szakszervezetek Szövetségének ajándéka a városnak az ötvenéves szovjet hatalom évfordulójára.
A palota különböző sportesemények mellett konferenciáknak, fesztiváloknak és koncerteknek is otthont ad. Egy időben a BC Szpartak Szentpétervár kosárlabda klub arénája volt, emellett a Jubilejnij Sportklub műkorcsolya edzésekre használta, több világhírű szovjet és orosz műkorcsolyázó is gyakorolt itt. A 2016-os IIHF jégkorong-világbajnokság egyik helyszíne.